# Tulamba
Tulamba (urdu: تلَمبہ) – miasto w Pakistanie, w prowincji Pendżab. W 2017 roku liczyło 31 986 mieszkańców.